# British Independent Film Awards 2016
La cerimonia di premiazione della 19ª edizione dei British Independent Film Awards si è tenuta il 4 dicembre 2016 all'Old Billingsgate di Londra.
Le candidature sono state annunciate il 1º novembre 2016. Il maggior numero di candidature (sette) è stato ottenuto da Io, Daniel Blake di Ken Loach.

## Vincitori e candidati
I vincitori saranno indicati in grassetto.

### Miglior film indipendente britannico
- American Honey, regia di Andrea Arnold
- Couple in a Hole, regia di Tom Geens
- Io, Daniel Blake (I, Daniel Blake), regia di Ken Loach
- Notes on Blindness, regia di Pete Middleton e James Spinney
- L'ombra della paura (Under the Shadow) , regia di Babak Anvari

### Miglior regista
- Andrea Arnold - American Honey
- Babak Anvari - L'ombra della paura (Under the Shadow)
- Ben Wheatley - Free Fire
- Ken Loach - Io, Daniel Blake (I, Daniel Blake)
- Peter Middleton e James Spinney - Notes on Blindness

### Miglior sceneggiatura
- L'ombra della paura (Under the Shadow) - Babak Anvari
- Adult Life Skills - Rachel Tunnard
- American Honey - Andrea Arnold
- I Am Not a Serial Killer - Christopher Hyde e Billy O'Brien
- Io, Daniel Blake (I, Daniel Blake) - Paul Laverty

### Miglior attrice
- Sasha Lane - American Honey
- Kate Dickie - Couple in a Hole
- Narges Rashidi - L'ombra della paura (Under the Shadow)
- Hayley Squires - Io, Daniel Blake (I, Daniel Blake)
- Jodie Whittaker - Adult Life Skills

### Miglior attore
- Dave Johns - Io, Daniel Blake (I, Daniel Blake)
- Steve Brandon - My Feral Heart
- Michael Fassbender - Codice criminale (Trespass Against Us)
- Shia LaBeouf - American Honey
- Max Records - I Am Not a Serial Killer

### Miglior attrice non protagonista
- Avin Manshadi - L'ombra della paura (Under the Shadow)
- Gemma Arterton - La ragazza che sapeva troppo (The Girl with All the Gifts)
- Naomie Harris - Il traditore tipo (Our Kind of Traitor)
- Shana Swash - My Feral Heart
- Terry Pheto - A United Kingdom - L'amore che ha cambiato la storia (A United Kingdom)

### Miglior attore non protagonista
- Brett Goldstein - Adult Life Skills
- Jamie Dornan - Anthropoid
- Sean Harris - Codice criminale (Trespass Against Us)
- Arinze Kene - The Pass
- Christopher Lloyd - I Am Not a Serial Killer

### Miglior esordiente
- Hayley Squires - Io, Daniel Blake (I, Daniel Blake)
- Steve Brandon - My Feral Heart
- Dave Johns - Io, Daniel Blake (I, Daniel Blake)
- Sennia Nanua - La ragazza che sapeva troppo (The Girl with All the Gifts)
- Letitia Wright - Urban Hymn

### Premio Douglas Hickox al miglior regista esordiente
- L'ombra della paura (Under the Shadow) - Babak Anvari
- Adult Life Skills - Rachel Tunnard
- Notes on Blindness - Peter Middleton e James Spinney
- Prevenge - Alice Lowe
- Codice criminale (Trespass Against Us) - Adam Smith

### Miglior contributo tecnico
- Robbie Ryan - American Honey (fotografia)
- Shaheen Baig - Free Fire (casting)
- Seb Barker - La ragazza che sapeva troppo (The Girl with All the Gifts) (effetti visivi)
- Joakim Sundström - Notes on Blindness (suono)
- Paul Monaghan e Mat Whitecross - Oasis: Supersonic (Supersonic) (montaggio)

### Miglior documentario britannico
- Notes on Blindness, regia di Pete Middleton e James Spinney
- The Confession: Living the War on Terror, regia di Ashish Ghadiali
- Dancer, regia di Steven Cantor
- The Hard Stop, regia di George Amponsah
- Versus: The Life and Films of Ken Loach, regia di Louise Osmond

### Miglior film indipendente internazionale
- Moonlight, regia di Barry Jenkins
- Selvaggi in fuga (Hunt for the Wilderpeople), regia di Taika Waititi
- Manchester by the Sea, regia di Kenneth Lonergan
- Mustang, regia di Deniz Gamze Ergüven
- Vi presento Toni Erdmann (Toni Erdmann), regia di Maren Ade

### Miglior cortometraggio britannico
- Jacked
- Mother
- Over
- Rate Me
- The Wrong End of the Stick

### Premio Discovery
- The Greasy Strangler
- Black Mountain Poets
- The Darkest Universe
- The Ghoul
- Gozo

### Miglior produttore esordiente
- Camille Gatin - La ragazza che sapeva troppo (The Girl with All the Gifts)
- Dionne Walker - The Hard Stop
- Michael Berliner - Adult Life Skills
- Mike Brett, Jo-Jo Ellison, Steve Jamison - Notes on Blindness
- Paul Fegan - Where You're Meant to Be

### Miglior sceneggiatura di debutto
- Adult Life Skills - Rachel Tunnard
- The Levelling - Hope Dickson Leach
- Mindhorn - Julian Barratt e Simon Farnaby
- The Passing - Ed Talfan
- A Patch of Fog - John Cairns e Michael Lennox

### Premio Richard Harris
- Alison Steadman

### Premio Variety
- Naomie Harris